# خلل الأداء اللفظي التطوري
خلل الأداء اللفظي التطوري (DVD)، المعروف أيضًا باسم تعذر الأداء عند الأطفال (CAS) وتعذر الأداء التطوري (أو التنموي) للكلام (DAS)، هو حالة يعاني فيها الأطفال من مشاكل في نطق الأصوات والمقاطع والكلمات. السبب هنا ليس ضعف العضلات أو الشلل. يعاني الدماغ من مشاكل في التخطيط لتحريك أجزاء الجسم (مثل الشفتين والفك واللسان) الضرورية لنطق الكلمات. يعرف الطفل ما يريد قوله، لكن دماغه يجد صعوبة في تنسيق حركات العضلات اللازمة لقول هذه الكلمات.
السبب الدقيق لهذا الاضطراب غير معروف. تشير العديد من الملاحظات إلى سبب وراثي، فالعديد من المصابين لديهم تاريخ عائلي لاضطرابات التواصل. يتورط الجين FOXP2 في العديد من الدراسات المتعلقة بهذه الحالة، وعندما يكون السبب هو طفرة هذا الجين، فإن الحالة موروثة وتنتقل بطريقة وراثية سائدة، ولكن حوالي 75% من خلل الأداء اللفظي التطوري هي حالات غير وراثية.
لا يوجد علاج لحالة خلل الأداء اللفظي التطوري، ولكن بالتدخل المناسب والمكثف، قد يستطيع الأشخاص الذين يعانون من اضطراب الكلام الحركي هذا أن يتحسنوا بشكل ملحوظ.

## الأعراض
بحسب اللجنة المخصصة لتعذر الأداء في النطق عند الأطفال التابعة للجمعية الأمريكية للسمع والنطق واللغة (ASHA) لعام (2007) «خلل الأداء اللفظي التطوري في مرحلة الطفولة هو اضطراب أصوات الكلام عند الأطفال، تضطرب فيه دقة واتساق الحركات المسؤولة عن الكلام بدون وجود قصور أو اضطراب عصبي عضلي (مثل المنعكسات غير الطبيعية، والنغمة غير الطبيعية). قد يحدث خلل الأداء اللفظي التطوري لدى الأطفال نتيجة لضعف عصبي معروف، ويترافق مع اضطرابات سلوكية عصبية معقدة معروفة أو غير معروفة السبب، أو اضطراب صوت الكلام مجهول السبب. يؤدي الضعف الأساسي في تخطيط و/أو برمجة المعلمات (أو المتثابتات) الزمانية المكانية لتسلسل الحركة إلى أخطاء في إنتاج صوت الكلام واللحن».
يوجد ثلاث صفات مهمة تميز خلل الأداء اللفظي التطوري عن اضطرابات صوت الكلام الأخرى في مرحلة الطفولة، هي:
- «أخطاء غير متسقة في الحروف الساكنة وحروف العلة عند تكرار المقاطع والكلمات.
- مجانسات متداخلة مطولة بين الأصوات والمقاطع.
- لحن غير مناسب، خاصة عند لفظ العبارات أو الكلمات المشددة».

على الرغم من أن خلل الأداء اللفظي التطوري هو اضطراب تطوري، لكنه لن يختفي ببساطة عندما يكبر الطفل المصاب. لا يتبع الأطفال المصابون بهذا الاضطراب أنماطًا نموذجية لاكتساب اللغة، وسيحتاجون إلى العلاج من أجل إحراز تقدم.

## الأسباب
خلل الأداء اللفظي التطوري هو اضطراب حركي، أي أن المشكلة في الدماغ وإشاراته، وليس في الفم أو عضلاته. في معظم الحالات، يكون السبب غير معروف. تشمل الأسباب المحتملة المتلازمات والاضطرابات الوراثية.
ركزت الأبحاث الحديثة على أهمية جين FOXP2 على تطور كل من الأنواع والأفراد. بحسب الأبحاث التي أجريت على عائلة KE، عانى نصف أفراد الأسرة، على مدى ثلاثة أجيال من خلل الأداء اللفظي التطوري الوراثي، وكان لديهم نسخة معيبة من جين FOXP2.وتشير دراسات أخرى إلى أنه يمكن تفسير المرض اعتمادًا على خلل جين FOXP2 بالإضافة إلى أسباب وراثية أخرى، بما في ذلك متلازمة الحذف الصغير لـ 16p11.2.
يقترح بحث جديد دورًا لقناة الصوديوم SCN3A في تطوّر المناطق حول السيلفيانية في الدماغ، والتي تحافظ على دوائر اللغة الرئيسية- منطقتَي بروكا وفيرنيكا. يعاني مرضى طفرات الجين المسؤول عن SCN3Aمن اضطرابات الكلام الحركي الفموي.
قد توجد أسباب أخرى لخلل الأداء اللفظي التطوري، مثل الإصابات الولادية أو ما قبل الولادة، والسكتة الدماغية. قد يحدث المرض أيضًا كحالة ثانوية مترافقة مع مجموعة متنوعة من الحالات الأخرى، مثل التوحد، وبعض أشكال الصرع، ومتلازمة الكروموسوم إكس الهش، ووجود الغالاكتوز في الدم، وعمليات الانتقال الكروموسومي التي يحدث خلالها ازدواج أو حذف.